# Santa Cruz (singel)
Santa Cruz – singel promocyjny grupy influencerów Ekipa oraz polskiego girls bandu Modelki, który został wydany 8 czerwca 2025 za pomocą wytwórni Ekipa za pośrednictwem Believe Music.

## Geneza i historia wydania utworu
Utwór został napisany przez Szymona Kwietnia, Michała Włodarskiego, Patryka Lubasia, Patryka Barana, Weronikę Sowę, Bartosza Laskowskiego, Urszulę Kowalską, Agnieszkę Nowakowską oraz Zuzannę Fijak. Natomiast za kompozycję odpowiada Szymon Kwiecień i Michał Włodarski, zaś za produkcję, miks i mastering odpowiada sam Vłodarski. Utwór wykonał Qry, Wersow, Świeży, Mortal, Agnieszka Nowakowska, Urszula Kowalska i Zuzanna Fijak.
Singel ukazał się w formacie digital download oraz w streamingu 8 czerwca 2025 w Polsce. Za wydanie utworu odpowiada Ekipa w dystrybucji Believe Music.

## Twórcy
Opracowano na podstawie materiałów źródłowych.
- Qry – wokal, tekst
- Mortal – wokal, tekst
- Wersow – wokal, tekst
- Świeży – wokal, tekst
- Urszula Kowalska – wokal, tekst
- Agnieszka Nowakowska – wokal, tekst
- Zuzanna Fijak – wokal, tekst
- Antony Esca, właśc. Szymon Kwiecień – tekst, kompozytor
- Michał Włodarski – tekst, kompozytor, produkcja, miks, mastering

## Lista utworów
- Digital download[5]

1. Santa Cruz – 2:25

## Teledysk
Do utworu powstał teledysk, który udostępniono 8 czerwca 2025 za pośrednictwem serwisu YouTube.

## Notowania

### Pozycja na tygodniowych listach
| Kraj   | Lista                    | Pozycja |
| ------ | ------------------------ | ------- |
| Polska | Billboard Poland Songs   | 1       |
| Polska | OLiS – single w streamie | 1       |

### Pozycja na półrocznych listach
| Kraj   | Lista                    | Pozycja |
| ------ | ------------------------ | ------- |
| Polska | OLiS – single w streamie | 72      |